# Томь (футбольный клуб)
«Томь» — российский футбольный клуб из Томска. Основан 9 марта 1957 года и вплоть до 2022 года выступал на профессиональном уровне. Домашние матчи проводит на стадионе «Труд». Высшие достижения: 8-е место в премьер-лиге 2006 и 2010 годов, а также выход в полуфинал Кубка России 2007/08. В январе 2023 года клуб объявил о потере профессионального статуса.
Клуб назван в честь реки Томь, на берегах которой расположен Томск. Главным спонсором команды с 2015 года является ПАО «Газпром нефть».

## Названия
- 1957 — «Буревестник»;
- 1958, 1961—1963 — «Томич»;
- 1959—1960 — «Сибэлектромотор»;
- 1964—1967, 1974—1978 — «Торпедо»;
- 1968—1973 — «Томлес»;
- 1979—1987 — «Манометр»;
- с 1987 — «Томь».

## История

### 1957—1991
Команда была основана как «Буревестник» 9 марта 1957 года. В дебютном сезоне заняла 3 место в дальневосточной зоне Класса «Б» чемпионата СССР. На следующий год клуб, переименованный в «Томич», занял второе место в чемпионате, уступив в своей зоне только хабаровскому СКВО. Менее удачным получился для команды чемпионат 1959 года (клуб опустился на 9 место турнирной таблицы), однако уже в 1960 году команда вновь вернулась в тройку призёров своей зоны. В Кубке СССР наивысшим достижением стал выход в 1/8 финала в сезоне 1959/60. В том розыгрыше команда, тогда носившая название «Сибэлектромотор», в 1/16 финала со счётом 1:0 переиграл киевское «Динамо». В 1/8 финала томская команда принимала московское «Торпедо». После первого тайма «Сибэлектромотор» вёл 1:0, однако во второй половине матча дубль Славы Метревели принёс победу торпедовцам.
После 1950-х годов внимание Томского обкома КПСС[прояснить] к футболу начало снижаться: было сокращено финансирование команды, что отрицательно сказалось на спортивных результатах команды. И если в 1960-е годы томская команда в некоторых сезонах ещё показывала высокие результаты (например, в 1965 году томское «Торпедо» заняло 2 место в своей зоне и дошло до полуфинала Класса «Б»), то в 1970-е и 1980-е года томичи практически не поднимались выше середины турнирной таблицы второй лиги чемпионата СССР.

### 1992—1997
После образования чемпионата России команда получила место в первой лиге (зона «Восток»), заняла 7-е место в 1992 году. Следующий сезон сложился неудачно, и команда вылетела во вторую лигу.
В 1994 году под руководством молодого тренера Владимира Помещикова томичи завоевали серебряные награды второй лиги, а форвард Руслан Ахиджак установил рекорд результативности — 18 мячей за сезон.
В 1995 году у «Томи» появился спонсор — «Восточная нефтяная компания». В том сезоне команда заняла восьмое место в турнирной таблице. Перед началом сезона 1996 перед «Томью» была поставлена задача выхода в первую лигу и приглашён опытный тренер Владимир Юрин. Тем не менее, в первый год, уступив омскому «Иртышу», томский клуб занял только второе место и не смог решить задачу выхода в первую лигу.
Завоевать повышение в классе «Томи» удалось в 1997 году, когда томичи финишировали первыми с отрывом в 15 очков. Команду усилили игроки московского «Торпедо» Сергей Жуков, Андрей Талалаев, Михаил Мурашов, вернувшиеся в команду Вячеслав Вишневский, Дмитрий Кудинов и Сергей Агеев.

### 1998—2004
Выход в первый дивизион стал толчком для развития инфраструктуры футбольного клуба: практически за одну зиму были построены западная трибуна стадиона «Труд» и административно-бытовой корпус клуба. Однако из-за приватизации ВНК, «Томь» осталась без спонсора. Клубу удалось выжить благодаря помощи областных властей, а осенью 1999 года генеральным спонсором «Томи» стал «Востокгазпром». Но перед этим команду покинул главный тренер Владимир Юрин. Его преемником стал Владимир Пузанов. Тем не менее, «Томь» продолжала подниматься к вершинам турнирной таблицы первого дивизиона. 1998 год — 14 место, 1999 год — 12 место, 2000 год — 10 место. К прежнему костяку команды (Валерий Коновалов, Виктор Себелев, Сергей Жуков, Сергей Агеев) прибавились футболисты сибирского региона: Александр Суровцев, Василий Янотовский, Андрей Силютин, Виктор Исайченко, Эдуард Барышев, Алексей Кандалинцев, а также опытные Сергей Передня и Алексей Щиголев. Игра команды, собиравшая переполненные трибуны стадиона «Труд», сделала её заметной фигурой в первом дивизионе. В Томске проигрывали многие лидеры и фавориты, которые затем добивались путёвки в высшую лигу: нижегородский «Локомотив», ярославский «Шинник», воронежский «Факел», «Торпедо-ЗИЛ», казанский «Рубин». Однако, оставаясь грозой авторитетов, «Томь» не выходила на стабильный лидерский уровень.

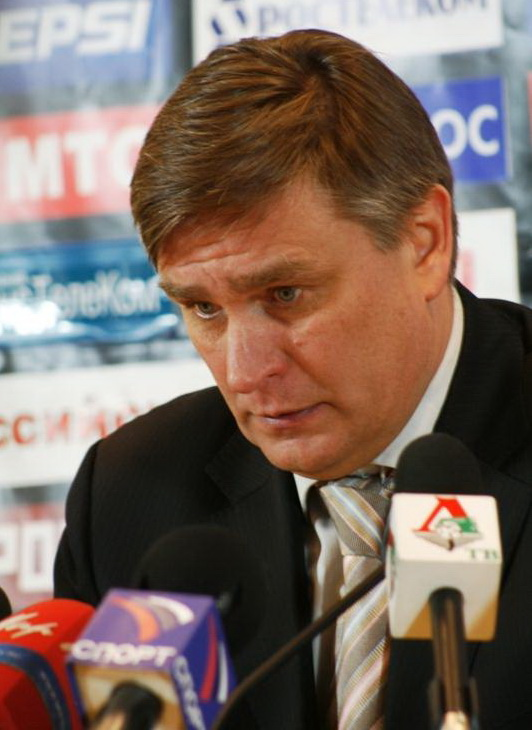
Валерий Петраков, главный тренер клуба в 2001—2003, 2006—2008 и 2016—2018 годах

Для решения задачи выхода в Премьер-лигу по ходу сезона 2001 был приглашён Валерий Петраков из тренерского штаба московского «Торпедо». Кроме того, команда продолжала укреплять состав новыми футболистами, которые становились лидерами команды: в 2001 году «Томь» пополнил Алексей Бугаев, в 2002 — Александр Жидков, Александр Студзинский, братья Сергей и Дмитрий Скобляковы, в 2003 — Сергей Яскович, Дмитрий Годунок, Евгений Калешин.
Сезон 2002 года для команды начался с сенсационной победы над петербургским «Динамо» на стадионе «Петровский» когда вратарь команды отбил два пенальти, после чего хозяевам таки удалось открыть счёт, но «Томь» добилась волевой победы, забив три мяча и определив тем самым вектор на сезон, в ходе которого команда ни разу не опускалась ниже третьего места, пропустив правда в итоге вперёд себя казанский «Рубин» и новороссийский «Черноморец», что таким образом принесло ей бронзовые медали первой лиги.
В следующем году борьбу за выход в высшую лигу вели четыре команды: грозненский «Терек», краснодарская «Кубань» и пермский «Амкар», последние два в итоге и получили право играть в высшей лиге на следующий сезон. Кто выйдет в Премьер-лигу решалось в последних двух турах, где команде нужно было выиграть в Калининграде у «Балтики» и в Санкт-Петербурге у «Динамо». Но несмотря на победу в последнем туре на «Петровском», одного очка команде не хватило из-за ничьей с «Балтикой», когда счёт ударом с сорока метров сравнял будущий игрок команды Павел Погребняк.
В начале 2004 года клуб покинул тренер Валерий Петраков, возглавивший футбольный клуб «Москва» из РФПЛ, а также ушла и целая группа футболистов-лидеров. Пришедший на смену Петракову Дмитрий Галямин пригласил для решения поставленной задачи: Дениса Киселёва, Александра Антипенко, Олега Шишкина, Томаша Выходила. Но несмотря на это томская команда испытала невиданный в своей истории стартовый провал: после шести туров у «Томи» было всего 2 очка и последнее место в турнирной таблице. Тренер Дмитрий Галямин подал в отставку. В команду был приглашён новый наставник Александр Гостенин. В следующем матче в Новокузнецке с местным «Металлургом-Кузбассом» была одержана первая в сезоне победа. А всего в оставшихся 36 матчах «Томь» одержала 27 побед, в том числе был повержен главный претендент на вторую путёвку саратовский «Сокол», который после этого в предпоследнем туре проиграл дома тульскому «Арсеналу» и уступил «Томи» вторую строчку. Заключительный матч первенства с «Анжи» «Томь» выиграла и стала второй сибирской командой (вслед за «Тюменью») вышедшей в высший дивизион чемпионата России по футболу.

### 2005—2016

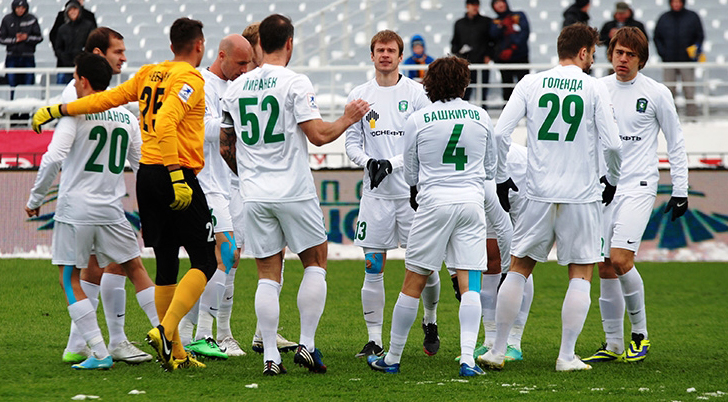
Футболисты «Томи» в 2014 году

Перед дебютным сезоном в Премьер-лиге клуб покинул главный тренер команды Александр Гостенин. Основными мотивами отставки стали отсутствие у Гостенина лицензии «А», дающей право возглавить клубы РФПЛ и недостаток опыта самостоятельной тренерской работы на высоком уровне. После отставки Гостенина команду возглавил бывший тренер тульского «Арсенала» Борис Стукалов. Вместе с ним из «Арсенала» пришли Валерий Климов и Валерий Катынсус. Также состав «Томи» пополнили такие футболисты, как Алексей Медведев, Альберт Борзенков и Сергей Парейко. Первый матч в Премьер-Лиге «Томь» провела 12 марта 2005 года в Москве против «Локомотива». Победу со счётом 2:0 праздновали «железнодорожники». Первое очко в Премьер-Лиге «Томь» набрала во втором туре на своём поле сыграв вничью с ЦСКА 0:0. Первую же победу томичи одержали в четвёртом туре, обыграв «Зенит» со счётом 2:0. Однако «Томь» продолжала нестабильно набирать очки, и 31 июля Борис Стукалов подал в отставку с поста главного тренера «Томи». Через несколько дней тренером команды был назначен Анатолий Фёдорович Бышовец. В 12 матчах под руководством Бышовца «Томь» одержала 5 побед и трижды сыграла вничью, что позволило томскому клубу занять довольно высокое для дебютанта 10 место.

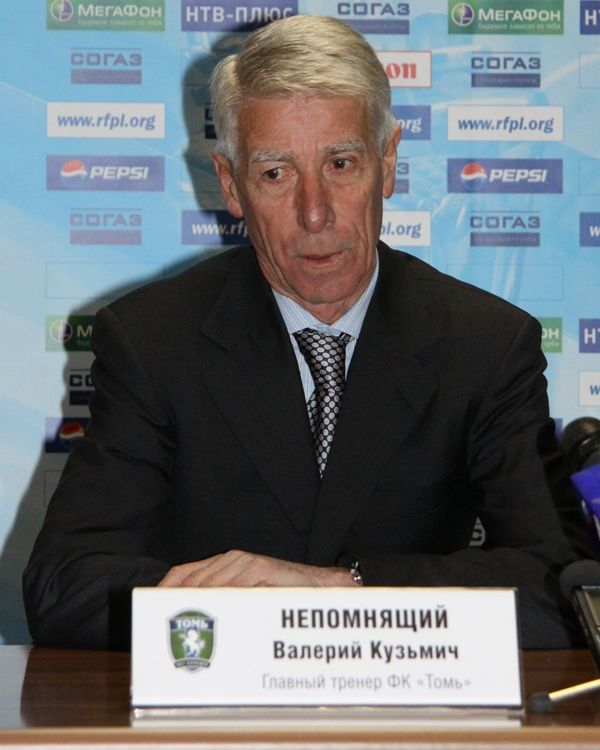
Валерий Непомнящий, главный тренер «Томи» в 2008—2011 и 2014—2016 годах

В межсезонье Бышовец покинул команду, и в «Томь» вернулся Валерий Петраков. Сезон 2006 «Томь» начала с трёх побед подряд над «Торпедо», «Динамо» и «Шинником». В течение сезона «Томь» показывала стабильные результаты, что позволило команде занять восьмое место, ставшее лучшим и истории клуба, а лучший бомбардир клуба Павел Погребняк получил вызов в сборную России.
Сезон 2007 года получился для команды не очень удачным — в чемпионате России томичи заняли лишь 11 строчку турнирной таблицы. Однако в Кубке России «Томи» удалось на выезде победить «Салют-Энергию», «Ростов» и «Зенит» и пройти в полуфинал, за что футболисты команды были удостоены звания «Мастер спорта России».
2008 год стал самым неудачным для «Томи» с момента выхода в Премьер-лигу. Томская команда заняла лишь 13 место, всерьёз поучаствовав в борьбе за выживание в РФПЛ, а на тренерском мостике томичей сменилось 3 тренера: начинал сезон Валерий Петраков, в середине сезона команду возглавлял Мирослав Ромащенко, вынужденный покинуть «Томь» после серии неудачных матчей и конфликта с руководством, а завершительную часть чемпионата у руля команды стоял Валерий Непомнящий, которому удалось сохранить «Томь» в элите российского футбола.
Следующий год ознаменовался для «Томи» труднейшим финансовым положением. После первого круга стоял вопрос о снятии команды с чемпионата, однако руководству области при активной поддержке министра спорта РФ и президента РФС Виталия Мутко удалось добиться встречи на высоком уровне, и судьба «Томи» была решена на официальном приёме у премьер-министра России Владимира Путина. У команды появилось семь спонсоров из числа крупных компаний, работающих на территории Томской области. В итоге «Томь» смогла достойно завершить чемпионат и по итогам первенства занять девятое место в турнирной таблице.
В 2010 году «Томи» удалось повторить лучший результат в истории и занять восьмое место.
17 сентября 2011 года Валерий Непомнящий подал в отставку после домашнего матча 24-го тура чемпионата России с «Краснодаром», который завершился поражением томичей со счётом 0:4. Новым главным тренером был назначен экс-игрок клуба Сергей Передня. 23 октября «Томь» установила новый антирекорд чемпионатов России и СССР, не забив в 11 матчах подряд. Итоговое значение рекорда равняется 12 матчам и 1165 минутам без забитых мячей. В это же время клуб снова испытал финансовые проблемы. Сообщалось, что клуб может сняться с чемпионата России, однако эти опасения не подтвердились и команда продолжила выступления в 2012 году. Впрочем, по итогам сезона клуб всё равно покинул Премьер-лигу, заняв 15 место в турнирной таблице.
По итогам сезона 2012/13 «Томь» с значительным отрывом в 12 очков заняла второе место в ФНЛ и сумела вернуться в Премьер-лигу.
Сезон 2013/14 начался для команды крайне неудачно — с 7 поражений подряд. Ситуацию удалось улучшить после того, как на посту главного тренера Анатолия Давыдова сменил Василий Баскаков. В итоге команда завершила сезон на 13 месте в турнирной таблице. Однако в стыковых матчах за место в Премьер-лиге «Томь» уступила «Уфе» и вновь покинула элитный дивизион.
После двух поражений в трёх стартовых турах ФНЛ 2014/15 Василий Баскаков был отправлен в отставку, а главным тренером команды вновь стал Валерий Непомнящий. По результатам сезона 2014/15 команда заняла 4 место, завоевав место в стыковых матчах, где сыграла против «Урала». Первый матч закончился поражением томской команды со счётом 0:1, ответный завершился со счётом 0:0. Таким образом, «Томь» не сумела вернуться в Премьер-лигу.
Сезон 2015/16 «Томь» начала с трёх побед, уступив лишь в 4 туре «Зениту-2» со счётом 2:3. По результатам первого круга «Томь» заняла 1 место, набрав 44 очка, а на зимний перерыв ушла второй с отрывом в шесть очков от тульского «Арсенала». Однако весеннюю часть первенства команда начала неудачно: с одной победы в семи матчах. Таким образом, команда опустилась на третью строчку турнирной таблицы, и 13 апреля 2016 года Валерий Непомнящий подал в отставку. В этот же день новым тренером команды стал Валерий Петраков. В итоге команда закончила сезон на 3 месте и третий сезон подряд попала в стыковые матчи. На этот раз соперником «Томи» стала «Кубань». В первом поединке «Томь» уступила в Краснодаре со счётом 0:1, однако в ответном матче победила 2:0 и вышла в Премьер-лигу.

### 2016—2022
После выхода в Премьер-лигу команда значительно обновила состав: в «Томи» осталось лишь 9 футболистов, выступавших в предыдущем сезоне. В первой игре после возвращения в РФПЛ томичи на выезде потерпели поражение 0:3 от «Краснодара». Первое очко «Томь» добыла во втором туре в выездном матче с «Локомотивом» (2:2). Первую победу в новом сезоне одержала в третьем туре в домашнем матче с «Уфой» (1:0). Первый круг команда закончила крупным поражением со счётом 0:3 от «Крыльев Советов» и расположилась на 15 месте в турнирной таблице. Зимой клуб столкнулся с серьёзными финансовыми проблемами, из-за чего команду покинуло большое количество футболистов основного состава, к концу года у «Томи» сформировалась задолженность в 460 млн рублей.
В начале февраля 2017 года было объявлено о невозможности найти источник финансирования, достаточный для дальнейшего выступления в РФПЛ. Первые два матча весенней части с «Ростовом» и ЦСКА команда проиграла 0:6 и 0:4 соответственно. По итогам сезона томская команда заняла последнее, 16-е место, набрав 14 очков. После окончания сезона команда перешла в ФНЛ, бюджет заявлялся в 500 млн рублей.
Первенство ФНЛ 2017/18 команда начала с трёх поражений подряд от «Кубани», «Луча-Энергии» и «Олимпийца». Однако, уже в 4-м туре команда переиграла «Крылья Советов» 1:0. Победная серия томичей составила 4 матча, которая прервалась поражением в 8-м туре от ярославского «Шинника». 2017 год команда завершила в зоне вылета на 17-м месте турнирной таблицы ФНЛ. Весеннюю часть томичи начали с безпроигрышной серии из четырёх матчей, которую прервал в 30-м туре «Оренбург», одержав разгромную победу над томским клубом (3:0). 28 апреля 2018 года после поражения от футбольного клуба «Зенит-2» главный тренер команды Валерий Петраков подал в отставку. За три тура до финиша чемпионата команда находилась на предпоследнем месте турнирной таблицы. Исполняющим обязанности главного тренера вновь был назначен Василий Баскаков. Под его руководством в оставшихся трёх турах «Томь» взяла семь очков и сумела остаться в ФНЛ, поднявшись на 15-е место турнирной таблицы.
Сезон 2018/19 «Томь» начала с четырёх побед подряд, а первое поражение команда потерпела в 6-м туре. 31 августа 2018 года главным тренером команды был утверждён Василий Баскаков, в первых восьми играх сезона руководивший командой в статусе исполняющего обязанности главного тренера. К зимнему перерыву первенства «Томь» подошла на второй строчке турнирной таблицы с 13 победами, 7 ничьими и 4 поражениями. Зимой из-за финансовых проблем в клубе вновь произошли значительные изменения в составе: команду покинуло 9 футболистов. В весенней части первенства ФНЛ результаты команды несколько ухудшились: «Томь» опустилась на третье место, которое обеспечила себе за тур до конца первенства, и в четвёртый раз в своей истории попала в стыковые матчи за право участия в Премьер-лиге. Соперником «Томи» по стыковым матчам во второй раз в истории стала «Уфа», которой томичи уступили с общим счётом 1:2 по результатам двух матчей.
Старт сезона 2019/20 вновь получился для «Томи» удачным: в пяти стартовых турах команда одержала четыре победы и один раз сыграла вничью. Затем результаты ухудшились и команда опустилась в середину турнирной таблицы первенства ФНЛ. На зимний перерыв «Томь» ушла, находясь на десятом месте. В весенней части турнира команда провела два матча (одна победа, одно поражение), после чего турнир был прерван из-за пандемии коронавирусной инфекции. На момент остановки первенства «Томь» находилась на девятой строчке турнирной таблицы ФНЛ. 15 мая 2020 года было официально объявлено о завершении первенства.
Сезон 2020/21 начался для «Томи» крайне неудачно: после 7 туров в активе команды было всего два набранных очка. 7 сентября стало известно, что пост главного тренера команды покинул Василий Баскаков. 24 сентября команду возглавил Александр Кержаков. На тот момент команда с 3 очками после 11 туров занимала предпоследнее место в турнирной таблице. После зимнего перерыва результаты команды несколько улучшились, однако подняться выше 17 места по итогам чемпионата «Томь» не смогла. В результате впервые за 23 сезона «Томь» должна была опуститься в третий по значимости дивизион российского футбола. После заключительного матча сезона 2020/21 команду покинул главный тренер Александр Кержаков.
10 июня 2021 года новым главным тренером команды был назначен Сергей Жуков. 2 июля 2021 года стало известно, что клуб «Чайка» по решению КДК РФС переведён из первого дивизиона ФНЛ во второй. Таким образом, «Томь» сумела сохранить прописку в первом дивизионе, узнав об этом за 9 дней до старта турнира. На тот момент «Томь» уже готовилась к выступлениям рангом ниже, из-за чего команда была вынуждена спешно менять план подготовки к сезону и подписывать новичков для выступлений в ФНЛ. После половины первенства «Томь» шла на 12 месте с семью победами, четырьмя ничьими и восемью поражениями, а отрыв от зоны вылета составлял 8 очков. В итоге команда заняла 14 место, сумев избежать борьбы за выживание: отрыв от зоны вылета по итогам сезона составил 11 очков.
Однако несмотря на сохранение места в Первом дивизионе по спортивному принципу, 3 июня 2022 года стало известно, что «Томь» не сумела получить лицензию РФС для выступлений в ФНЛ в сезоне-2022/23. При этом клуб официально заявил, что будет получать лицензию для выступления уровнем ниже. В итоге «Томь» так и не получила лицензию и лишилась права сыграть в сезоне-2022/23 на профессиональном уровне.
5 сентября 2022 года глава «Газпрома» Алексей Миллер в ходе общения с врио губернатора Томской области Владимиром Мазуром по видеоконференцсвязи заявил о готовности «Газпрома» помочь «Томи» вернуть профессиональный статус.

## Символика клуба

### Цвета
| Зелёный | Белый |

Клубными цветами являются зелёный и белый (сформировались с середины 1990-х годов). Эти цвета используются также в изображениях герба и флага города Томска.

### Эмблема
В 1996 году была разработана новая эмблема клуба, основными элементами которой были щит зелёного и жёлтого цветов, разделённый белой буквой «Т» (символизирует названия команды и города) со стилизованной надписью «Футбольный клуб „Томь“», а также изображением белого вставшего на дыбы коня (элемент городского герба Томска). Щит обрамляли ленты голубого цвета с указанием даты основания клуба — 1957, а также девиза Sui Generis (с лат. — «Единственный в своём роде»).
16 января 2008 года руководством клуба был представлен новый логотип, сохранивший основные элементы прежней эмблемы, но выполненный в ином дизайне. Цветовое решение было изменено — цвета стали более тёмными, исчезли элементы жёлтого цвета, лента с девизом стала чёрной, а разделяющая щит буква «Т» — синей. Щит эмблемы стал у́же, по краям его окаймляют зубцы более тёмного оттенка.

## Форма
В настоящее время основная форма команды — зелёная. В качестве гостевой используется белая форма.

### Технические и титульные спонсоры
| Период    | Титульный спонсор |
| --------- | ----------------- |
| 1999      | ЮКОС              |
| 2000—2004 | Востокгазпром     |
| 2005      | Газпром           |
| 2005—2006 | Томскнефть        |
| 2012—2015 | Роснефть          |
| 2015—2017 | Родные города     |
| 2017—2021 | G-Drive           |
| 2021—2022 | БК «Олимп»        |

| Период    | Технический спонсор |
| --------- | ------------------- |
| 1999—2003 | Nike                |
| 2004      | Umbro               |
| 2005—2012 | Adidas              |
| 2012—2013 | 2K Спорт            |
| 2013—2014 | Nike                |
| 2014—2017 | Adidas              |
| 2017—2019 | Joma                |
| 2019—2021 | Adidas              |
| 2021—2022 | Joma                |

## Стадион
«Томь» проводит домашние матчи на томском стадионе «Труд». Стадион находится в центре города рядом с парком «Городской сад».
В сезонах 2005—2010 вмещал 15 000 зрителей. В 2011 году восточная трибуна стадиона была снесена: планировалось строительство торгово-спортивного развлекательного комплекса, который со стороны футбольного поля будет комфортабельной трибуной с новой VIP-ложей. На время реконструкции вместимость стадиона уменьшилась на 5 000 зрителей. Планировалось, что после завершения стройки вместимость составит 16 000 зрителей, однако в вскоре реконструкция была приостановлена.
В феврале 2015 года арбитражный суд Томской области удовлетворил иск администрации Томска о расторжении инвестиционного договора с застройщиком на реконструкцию восточной трибуны стадиона. По состоянию на 2018 год, вокруг восточной трибуны продолжаются судебные тяжбы: трибуна стадиона не функционирует и затянута огромным баннером.
В 2016 году стадион стал исключительно футбольным: северная и южная трибуны были передвинуты ближе к полю, и таким образом арена лишилась беговых дорожек. Летом 2016 года на стадионе был проведён ремонт: была увеличена освещённость стадиона, вокруг поля было уложено новое покрытие, а также было установлено новое видеотабло.
Молодёжная команда «Томи» проводит домашние встречи на стадионе «Темп», который открылся 1 августа 2010 года и стал первым стадионом в Томске, предназначенным исключительно для футбола.
Планируется строительство нового стадиона, который будет вмещать 10 000 зрителей, на левом берегу Томи около озера Сенная Курья.

## Болельщики

Болельщики ФК «Томь»

В 2000-х годах «Томь» традиционно занимала высокие места по такому показателю, как средняя посещаемость домашних матчей (сначала в первом дивизионе, а затем и в Премьер-лиге). В 2010 году этот показатель составил в среднем 11 920 человек за игру (6 место в лиге). Однако после первого вылета команды из Премьер-лиги посещаемость домашних матчей команды стала постепенно снижаться.
По результатам исследования компанией Nielsen футбольных болельщиков России, в 2011 году «Томь» занимала 8 место по числу поклонников среди клубов России: за неё болели около 2 % респондентов.
Наиболее принципиальными соперниками для томских болельщиков являются новосибирская «Сибирь» и красноярский «Енисей». В хороших отношениях поклонники «Томи» состоят с болельщиками пермского «Амкара».

### Посещаемость
Средняя посещаемость домашних матчей команды в чемпионатах России по сезонам:
В сезонах 2020/21 и 2021/22 в связи с пандемией COVID-19 часть матчей проходила без зрителей, часть — со значительными ограничениями в количестве зрителей. При расчёте средней посещаемости матчи без зрителей не учтены.

### Награды
- Приз «Вместе с командой» (еженедельник «Футбол»): 2005[34]
- Кубок «Двенадцатый игрок» (РФПЛ): 2010[35], 2011/12[36]

## Клубные рекорды

### Самая крупная победа
| 9 октября 1993 | Томь (Томск) | 8:0 | Сахалин (Холмск) | Томск                                                |
|                | Игорь Лаухин 45′ · Сергей Каштанов 46′ · Олег Раззамазов 56′, 61′, 67′, 88′ · Виктор Себелев 83′ · Сергей Демчук 85′ (пен.) |     |                  | Стадион: Труд Зрителей: 1 000 Судья: Анатолий Горнак |

| 29 апреля 1995 | Томь (Томск) | 9:1 | Динамо (Якутск)       | Томск                                                    |
|                | Олег Раззамазов 5′, 64′ · Руслан Ахиджак 7′, 45′ (пен.), 75′ · Александр Кавецкий 18′, 69′ · Игорь Лаухин 22′ · Сергей Каштанов 67′ |     | Александр Тузиков 34′ | Стадион: Труд Зрителей: 2 000 Судья: Александр Меньчиков |

| 19 июня 1998 | Томь (Томск) | 8:0 | Спартак (Нальчик) | Томск                                              |
|              | Валерий Коновалов 5′ · Сергей Жуков 12′, 15′, 35′, 56′ · Иван Пазёмов 51′ · Виктор Себелев 72′ · Виталий Ирзаев 79′ |     |                   | Стадион: Труд Зрителей: 9 000 Судья: Сергей Пуеров |

### Самое крупное поражение
| 17 июля 1962 | Томич (Томск) | 0:7 | Темп (Барнаул)                                                                   | Томск                                                        |
|              |               |     | Анатолий Федулов 9′, ? · Борис Брыкин 61′, 67′, 79′ · Георгий Засименко 72′, 77′ | Стадион: Труд Зрителей: нет информации Судья: нет информации |

### Лучшие бомбардиры и рекордсмены по количеству сыгранных матчей
| №  | Имя                    | Период                     | Матчи |
| -- | ---------------------- | -------------------------- | ----- |
| 1  | Сергей Краснослободцев | 1981—1996                  | 452   |
| 2  | Виктор Себелев         | 1989—2004                  | 434   |
| 3  | Владимир Помещиков     | 1975—1986, 1988—1991       | 413   |
| 4  | Валерий Коновалов      | 1989—2001                  | 409   |
| 5  | Сергей Демчук          | 1979—1983, 1985—1994       | 359   |
| 6  | Юрий Широков           | 1979—1989, 1991—1992       | 356   |
| 7  | Олег Потехин           | 1985—1997                  | 326   |
| 8  | Станислав Харламов     | 1989—2001                  | 323   |
| 9  | Василий Баскаков       | 1981—1989, 1991—1993, 1997 | 307   |
| 10 | Сергей Скобляков       | 2002—2011                  | 296   |
| 10 | Виталий Соловцов       | 1975—1986                  | 296   |

| №  | Имя                | Период                     | Голы |
| -- | ------------------ | -------------------------- | ---- |
| 1  | Виктор Себелев     | 1989—2004                  | 83   |
| 2  | Иван Иценко        | 1961—1968                  | 56   |
| 3  | Ариф Абасов        | 1964—1974                  | 53   |
| 4  | Олег Раззамазов    | 1991—1997                  | 52   |
| 5  | Руслан Ахиджак     | 1992—1999                  | 51   |
| 6  | Владимир Ченцов    | 1957—1961, 1964—1967       | 43   |
| 7  | Владимир Помещиков | 1975—1986, 1988—1991       | 42   |
| 8  | Валерий Боровик    | 1965—1972                  | 41   |
| 8  | Николай Козлов     | 1958—1962                  | 41   |
| 10 | Дмитрий Кудинов    | 1989—1991, 1997—2000       | 40   |
| 10 | Александр Никулин  | 1978—1979, 1981, 1985—1986 | 40   |

## Достижения

### Национальные
Премьер-лига
- 8-е место (2): 2006, 2010

Первый дивизион / Первенство ФНЛ
- Серебряный призёр (2): 2004, 2012/13
- Бронзовый призёр (4): 2002, 2003, 2015/16, 2018/19

Второй дивизион (Зона «Восток»)
- Чемпион: 1997

Кубок России
- Полуфиналист: 2007/08

Кубок ФНЛ
- Финалист (2): 2013, 2015

## Главные тренеры
Учитываются матчи чемпионатов и кубков СССР и России.
| Имя                        | Гр.           | Начало работы | Конец работы | М   | В  | Н  | П  | %      |
| -------------------------- | ------------- | ------------- | ------------ | --- | -- | -- | -- | ------ |
| Сергей Бобин               | Флаг СССР     | 1957          | 1957         | 22  | 11 | 6  | 5  | 050,00 |
| Юрий Усенко                | Флаг СССР     | 1958          | 1959         | 58  | 26 | 13 | 19 | 044,83 |
| Евгений Сергеев            | Флаг СССР     | 1960          | 1961         | 39  | 23 | 6  | 10 | 058,97 |
| Николай Паршин             | Флаг СССР     | 1961          | 1961         | 13  | 6  | 4  | 3  | 046,15 |
| Юрий Усенко                | Флаг СССР     | 1962          | 1963         | 58  | 18 | 13 | 27 | 031,03 |
| Альфред Тер-Маркаров       | Флаг СССР     | 1964          | 1967         | 149 | 56 | 42 | 51 | 037,58 |
| Борис Хренов               | Флаг СССР     | 1968          | 1970         | 122 | 46 | 41 | 35 | 037,70 |
| Вагиф Аббасов              | Флаг СССР     | 1971          | 1972         | 74  | 35 | 24 | 15 | 047,30 |
| Анатолий Ченцов            | Флаг СССР     | 1973          | 1975         | 81  | 27 | 21 | 33 | 033,33 |
| Геннадий Неделькин         | Флаг СССР     | 1975          | 1975         | 17  | 7  | 1  | 9  | 041,18 |
| Геннадий Ращупкин          | Флаг СССР     | 1976          | 1978         | 112 | 22 | 31 | 59 | 019,64 |
| Борис Фальковский          | Флаг СССР     | 1979          | 1982         | 144 | 49 | 25 | 70 | 034,03 |
| Николай Агафонов           | Флаг СССР     | 1983          | 1987         | 128 | 46 | 32 | 50 | 035,94 |
| Борис Фальковский          | Флаг СССР     | 1987          | 1991         | 132 | 56 | 31 | 45 | 042,42 |
| Владимир Помещиков         | Флаг России   | 1992          | 1995         | 120 | 47 | 31 | 42 | 039,17 |
| Владимир Юрин              | Флаг России   | 1996          | 1999         | 137 | 78 | 27 | 32 | 056,93 |
| Владимир Пузанов           | Флаг России   | 1999          | 2001         | 83  | 32 | 15 | 36 | 038,55 |
| Владимир Помещиков (и. о.) | Флаг России   | 2001          | 2001         | 2   | 1  | 1  | 0  | 050,00 |
| Валерий Петраков           | Флаг России   | 2001          | 2003         | 102 | 53 | 28 | 21 | 051,96 |
| Дмитрий Галямин            | Флаг России   | 2004          | 2004         | 6   | 0  | 2  | 4  | 000,00 |
| Василий Баскаков (и. о.)   | Флаг России   | 2004          | 2004         | 3   | 1  | 1  | 1  | 033,33 |
| Александр Гостенин         | Флаг России   | 2004          | 2004         | 38  | 27 | 4  | 7  | 071,05 |
| Борис Стукалов             | Флаг России   | 2005          | 2005         | 20  | 5  | 7  | 8  | 025,00 |
| Анатолий Бышовец           | Флаг России   | 2005          | 2005         | 12  | 5  | 3  | 4  | 041,67 |
| Валерий Петраков           | Флаг России   | 2006          | 2008         | 79  | 26 | 24 | 29 | 032,91 |
| Мирослав Ромащенко         | Флаг Беларуси | 2008          | 2008         | 10  | 4  | 1  | 5  | 040,00 |
| Василий Баскаков (и. о.)   | Флаг России   | 2008          | 2008         | 1   | 0  | 0  | 1  | 000,00 |
| Валерий Непомнящий         | Флаг России   | 2008          | 2011         | 98  | 27 | 28 | 43 | 027,55 |
| Василий Баскаков (и. о.)   | Флаг России   | 2011          | 2011         | 2   | 0  | 0  | 2  | 000,00 |
| Сергей Передня             | Флаг России   | 2011          | 2013         | 53  | 23 | 14 | 16 | 043,40 |
| Анатолий Давыдов           | Флаг России   | 2013          | 2013         | 8   | 0  | 1  | 7  | 000,00 |
| Василий Баскаков (и. о.)   | Флаг России   | 2013          | 2013         | 4   | 2  | 1  | 1  | 050,00 |
| Василий Баскаков           | Флаг России   | 2013          | 2014         | 26  | 10 | 6  | 10 | 038,46 |
| Валерий Непомнящий (и. о.) | Флаг России   | 2014          | 2014         | 4   | 3  | 1  | 0  | 075,00 |
| Валерий Непомнящий         | Флаг России   | 2014          | 2016         | 62  | 31 | 18 | 13 | 050,00 |
| Валерий Петраков           | Флаг России   | 2016          | 2018         | 77  | 19 | 15 | 43 | 024,68 |
| Василий Баскаков (и. о.)   | Флаг России   | 2018          | 2018         | 12  | 7  | 4  | 1  | 058,33 |
| Василий Баскаков           | Флаг России   | 2018          | 2020         | 70  | 25 | 22 | 23 | 035,71 |
| Виктор Себелев (и. о.)     | Флаг России   | 2020          | 2020         | 4   | 0  | 1  | 3  | 000,00 |
| Александр Кержаков         | Флаг России   | 2020          | 2021         | 31  | 10 | 8  | 13 | 032,26 |
| Сергей Жуков               | Флаг России   | 2021          | 2022         | 39  | 13 | 10 | 16 | 033,33 |

## Личные достижения футболистов «Томи»

### Игроки «Томи», выступавшие за свои национальные сборные
Это список игроков, выступавших за «Томь», с опытом выступлений за свои национальные сборные.
- Никита Баженов
- Альберт Борзенков
- Денис Бояринцев
- Алексей Бугаев
- Денис Давыдов
- Артём Дзюба
- Денис Евсиков
- Максим Канунников
- Никита Кривцов
- Фёдор Кудряшов
- Денис Лактионов
- Вениамин Мандрыкин
- Кирилл Панченко
- Сергей Песьяков
- Павел Погребняк
- Игорь Портнягин
- Алексей Ребко
- Артём Ребров
- Сергей Рыжиков
- Александр Соболев
- Дмитрий Тарасов
- Александр Ширко
- Александр Жидков
- Эмин Махмудов
- Артём Симонян
- Максим Бордачёв
- Виталий Булыга
- Дмитрий Екимов
- Сергей Корниленко
- Александр Кульчий
- Павел Нехайчик
- Сергей Омельянчук
- Сергей Сосновский
- Ян Тигорев
- Егор Филипенко
- Василий Хомутовский
- Сергей Яскович
- Николоз Тогонидзе
- Александр Фамильцев
- Бахтиёр Юлдашев
- Андрюс Гедгаудас
- Эдвинас Гирдвайнис
- Томас Микуцкис
- Андрюс Скерла
- Валерий Катынсус
- Сергей Ковальчук
- Евгений Сидоренко
- Илие Чебану
- Валерий Чуперка
- Олег Шишкин
- Виталий Денисов
- Алексей Поляков
- Илья Близнюк
- Кирилл Ковальчук
- Денис Онищенко
- Павел Шкапенко
- Евгений Новиков
- Сергей Парейко
- Живко Миланов
- Пламен Николов
- Огнен Враньеш
- Бранислав Крунич
- Норберт Немет
- Адам Пинтер
- Горан Мазнов
- Эрик Бикфалви
- Овидиу Дэнэнаэ
- Габриэль Мурешан
- Адриан Ропотан
- Помпилиу Стойка
- Джордже Йокич
- Корнел Салата
- Александр Радосавлевич
- Хрвое Вейич
- Младен Божович
- Лукаш Дроппа
- Мартин Йиранек
- Гарри О’Коннор
- Ким Нам Иль
- Дайсукэ Мацуи

### Игроки «Томи» всписках 33 лучших футболистов чемпионатов России
| Сезон | Позиция | Номер | Игрок           |
| ----- | ------- | ----- | --------------- |
| 2006  | Нап     | 2     | Павел Погребняк |
| 2006  | ПЗ      | 3     | Валерий Климов  |
| 2010  | Нап     | 3     | Артём Дзюба     |

### Игроки сезона ФК «Томь»
Начиная с 1997 года по итогам каждого сезона выбирается лучший игрок «Томи» в минувшем сезоне (в 1997—2013 годах лучших выбирали журналисты, начиная с 2014 года — болельщики клуба).
- 1997:  Виктор Себелев
- 1998:  Сергей Жуков
- 1999:  Виктор Себелев
- 2000:  Валерий Коновалов
- 2001:  Александр Суровцев
- 2002:  Алексей Бугаев
- 2003:  Сергей Передня
- 2004:  Василий Янотовский
- 2005:  Бранислав Крунич
- 2006:  Павел Погребняк
- 2007:  Сергей Скобляков
- 2008:  Джордже Йокич
- 2009:  Джордже Йокич и  Сергей Парейко
- 2010:  Артём Дзюба
- 2011/12:  Сергей Песьяков
- 2012/13:  Андрей Горбанец
- 2013/14:  Евгений Башкиров
- 2014/15:  Живко Миланов
- 2015/16:  Олег Чуваев
- 2016/17:  Алексей Пугин
- 2017/18:  Анте Пульич
- 2018/19:  Александр Ставпец
- 2019/20:  Максим Казанков
- 2020/21:  Никита Кривцов
- 2021/22:  Александр Ставпец